# ابیسکاراگاما
ابیسکاراگاما (به لاتین: Abeyesekaragama) در سری‌لانکا است که در استان جنوبی (سری‌لانکا) واقع شده‌است.